# بطولة تونس لكرة السلة للرجال 1992–93
بطولة تونس لكرة السلة للرجال 1992–93 هو الموسم رقم 38 من بطولة تونس لكرة السلة للرجال.

فاز بهذا الموسم الزهراء الرياضية.

## روابط خارجية
- الموقع الرسمي للجامعة التونسية لكرة السلة.